# Neipperg (Adelsgeschlecht)

Stammwappen der Grafen von Neipperg

Die Herren, Reichsritter, Grafen und Reichsgrafen von Neipperg sind ein altes Adelsgeschlecht im nördlichen Schwaben. Von dem im Jahre 1120 erstmals bezeugten Bertilo von Schwaigern leitet sich das seit 1241 nach der Burg Neipperg (Niberch) bei Brackenheim im Landkreis Heilbronn benannte fränkisch-schwäbische Geschlecht Neipperg her, das 1302 die Herrschaft Schwaigern im Kraichgau erwarb. Im Jahre 1726 zu Reichsgrafen erhoben, gelangten sie 1766 in der schwäbischen Reichsgrafenbank als Personalisten zur Reichsstandschaft und damit in den Hochadel.
Den Grafen von Neipperg gehörten neben dem 1407 erworbenen Klingenberg die 1737 erworbenen drei Güter Massenbachhausen, Adelshofen und halb bzw. drei Achtel von Gemmingen, die zum Kanton Kraichgau des Ritterkreises Schwaben steuerten. Die Stammherrschaft Neipperg fiel landesherrlich 1802 an Württemberg und Baden und kam über Württemberg 1951/1962 zum Bundesland Baden-Württemberg. Die Hauptlinie der Grafen von Neipperg lebt bis heute auf Schloss Schwaigern und betreibt Land- und Forstwirtschaft sowie Weingüter in Schwaben und Südfrankreich.
Die Neipperg standen durch Jahrhunderte in württembergischen und pfälzischen Diensten, gelangten ab 1700 im Dienst des Kaiserhauses der Habsburger in hohe Ämter der Verwaltung der österreichischen Monarchie. Von der Hauptlinie Neipperg in Schwaigern, 1726 in den Reichsgrafenstand erhoben, stammt der Seitenzweig der 1864 in den österreichischen Fürstenstand erhobenen Fürsten von Montenuovo ab.

## Überblick zur Geschichte der Familie von Neipperg

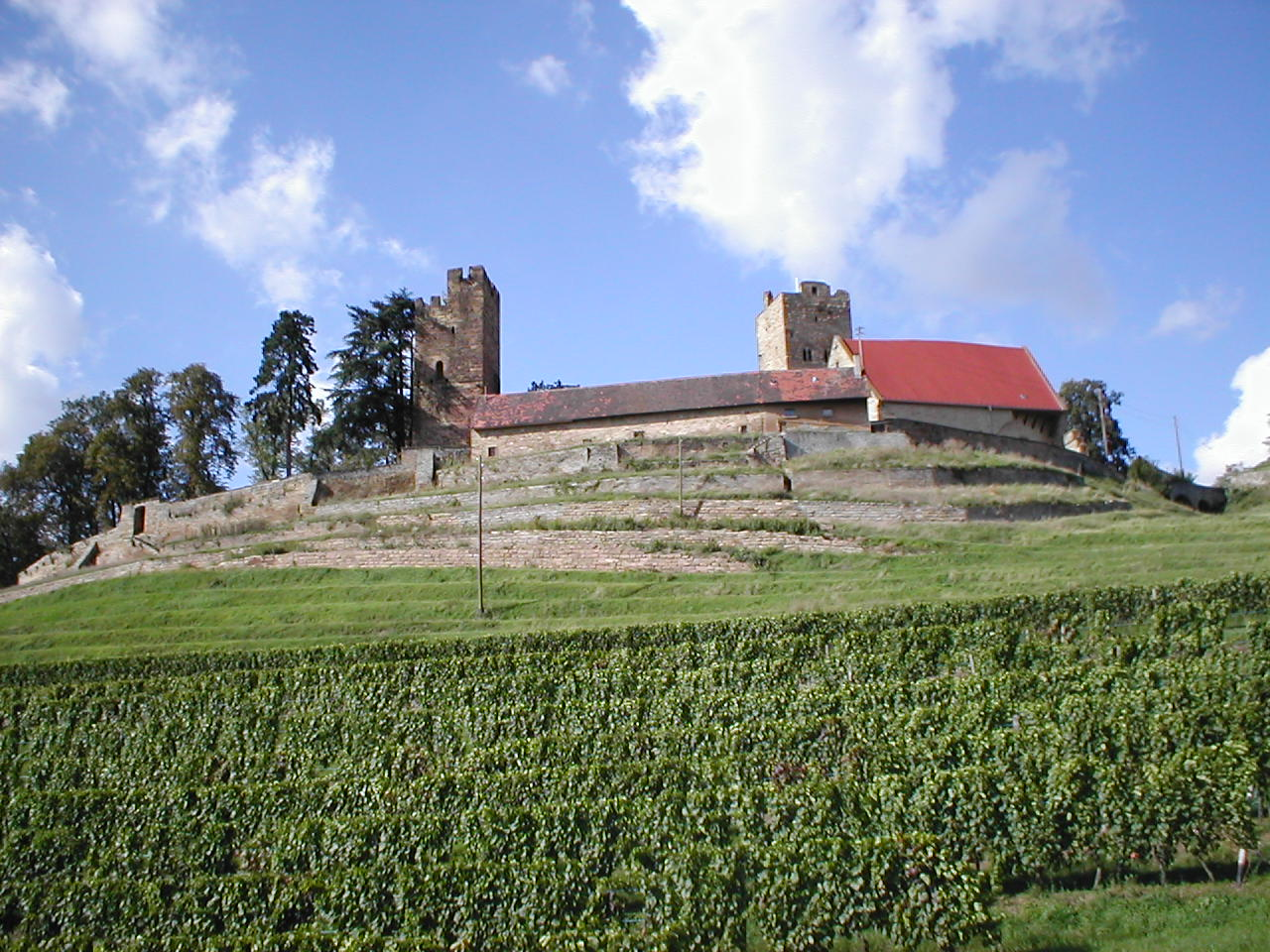
Burg Neipperg, Stammburg der Familie aus dem 12. Jahrhundert

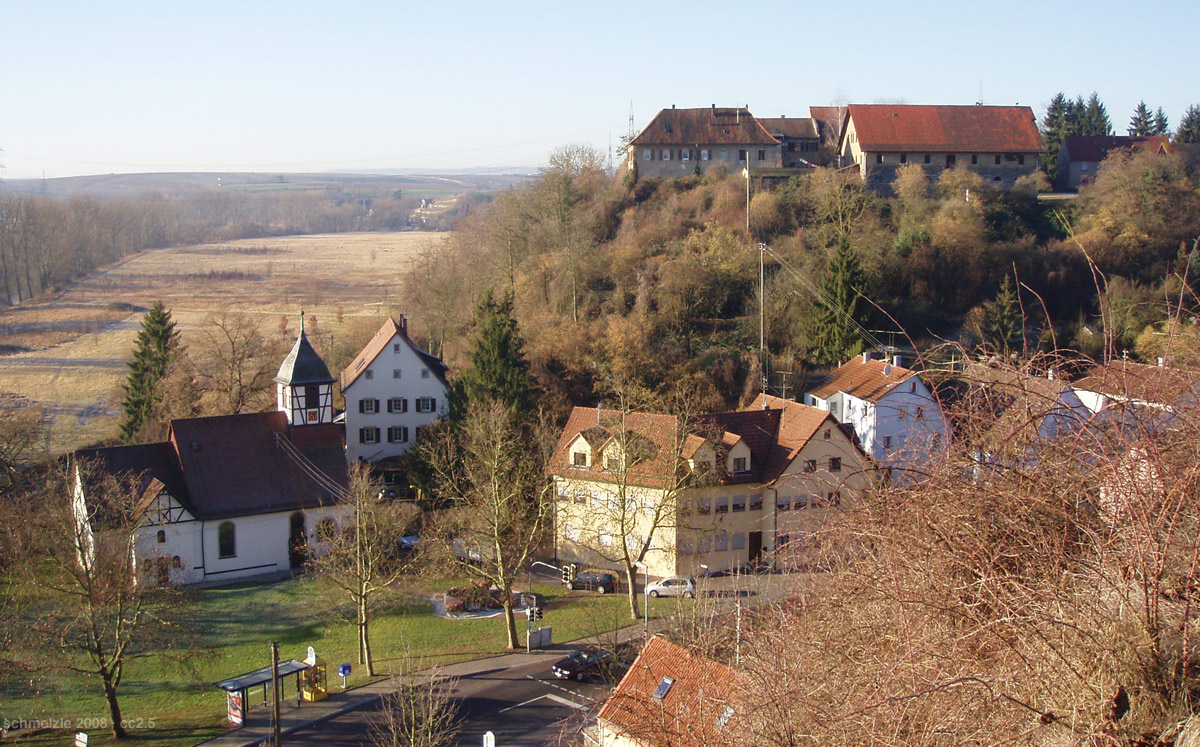
Klingenberg, ab 1412 im Besitz der Familie

Die Familie tritt erstmals im 13. Jahrhundert auf und stammt von den edelfreien Herren von Schwaigern ab. Der namensgebende Stammsitz der Neipperg war die Burg Neipperg. Im 14. und 15. Jahrhundert konnten die Neipperg ihren Besitz durch württembergische, pfälzische und badische Lehen im Zabergäu und im Kraichgau vergrößern. 1431 erhielten sie den Blutbann verliehen und wurden damit reichsunmittelbar. Durch ein geschicktes politisches Wechselspiel mit Württemberg und der Kurpfalz gelang es der Familie, ihren Einfluss und ihren Besitz insbesondere gegen das angrenzende und sich zum Territorialstaat entwickelnde Württemberg zu verteidigen. Im späten 15. Jahrhundert teilte sich die Familie in die Linie Adelshofen, die im Mannesstamm bis 1708 bestand, und die Linie Schwaigern, die ihre Grablege in der Stadtkirche Schwaigern hatte. Sie führte in ihren Herrschaftsgebieten die Reformation durch und hatte ab dem späten 16. Jahrhundert ihren Hauptsitz im Schloss Klingenberg, bevor durch Eberhard Friedrich von Neipperg (1655–1725) das Schloss Schwaigern als neuer Hauptsitz errichtet wurde.
Beginnend mit Eberhard Friedrich von Neipperg standen mehrere Generationen der Familie in habsburgischen Diensten, wo sie wieder zum Katholizismus übertraten und hohe Ämter in der Verwaltung des Kaiserhauses der Habsburger erreichten. Eberhard Friedrichs Sohn Wilhelm Reinhard von Neipperg (1684–1774) wurde am 5. Februar 1726 in den Reichsgrafenstand erhoben. Die Nachkommen aus der Verbindung (Morganatische Ehe) von dessen Enkel Adam Albert von Neipperg (1775–1829) mit Marie-Louise von Österreich, der Witwe des französischen Kaisers Napoleon I. Bonaparte bildeten den Seitenzweig der Grafen von Montenuovo, die 1864 in den österreichischen Fürstenstand erhoben wurden und bis 1951 im Mannesstamm bestanden. Die meisten der Neipperg schlugen, sofern sie sich nicht ausschließlich um die Verwaltung ihrer Besitztümer kümmerten, militärische oder diplomatische Laufbahnen ein. Der soziale Aufstieg der Neipperg drücken sich in deren Eheschließungen aus. Bis ins 17. Jahrhundert überwiegenden Kraichgauer bzw. südwestdeutsche Niederadelsfamilien als Ehepartner, danach gab es zahlreiche Verbindungen mit Ehepartnern aus dem württembergischen und dem Haus Habsburg. Der gegenwärtige Chef des Hauses, Karl-Eugen von Neipperg (* 1951) ist mit Andrea von Habsburg verheiratet, einer Tochter Ottos von Habsburg. Seit dem Zweiten Weltkrieg widmet sich die Familie insbesondere dem Weinbau auf ihren Gütern im Zabergäu und den in den 1970er Jahren erworbenen Weingütern in Frankreich.

## Herkunft
Die Anfänge der Herkunft und Verwandtschaft der Neipperg liegen im Dunkel des 11. Jahrhunderts, sind aber durch günstig erreichbare Quellen in schwäbischen Archiven weitgehend gesichert. Historiker leiten über die Neipperg-spezifischen Personennamen Reinbot und Waramund eine Verwandtschaft mit den Herren von Massenbach, Herren von Richen und Herren von Schwaigern her. In Schwaigern tritt ein Reinbot zu Beginn des 13. Jahrhunderts auf, 1241 wird ein Reinbot in Neipperg (heute ein Ortsteil von Brackenheim) erwähnt. Auch ein Waramund tritt erst in Schwaigern und dann in Neipperg auf, sodass das Geschlecht eine Nebenlinie der edelfreien Herren von Schwaigern war, die dann in der Mitte des 13. Jahrhunderts die Hauptlinie beerbten.
Dass eine Wappengleichheit mit den Herren von Böckingen und den Edelknechten von Fürfeld besteht, spricht für deren Herkunftsverwandtschaft mit den Neipperg.

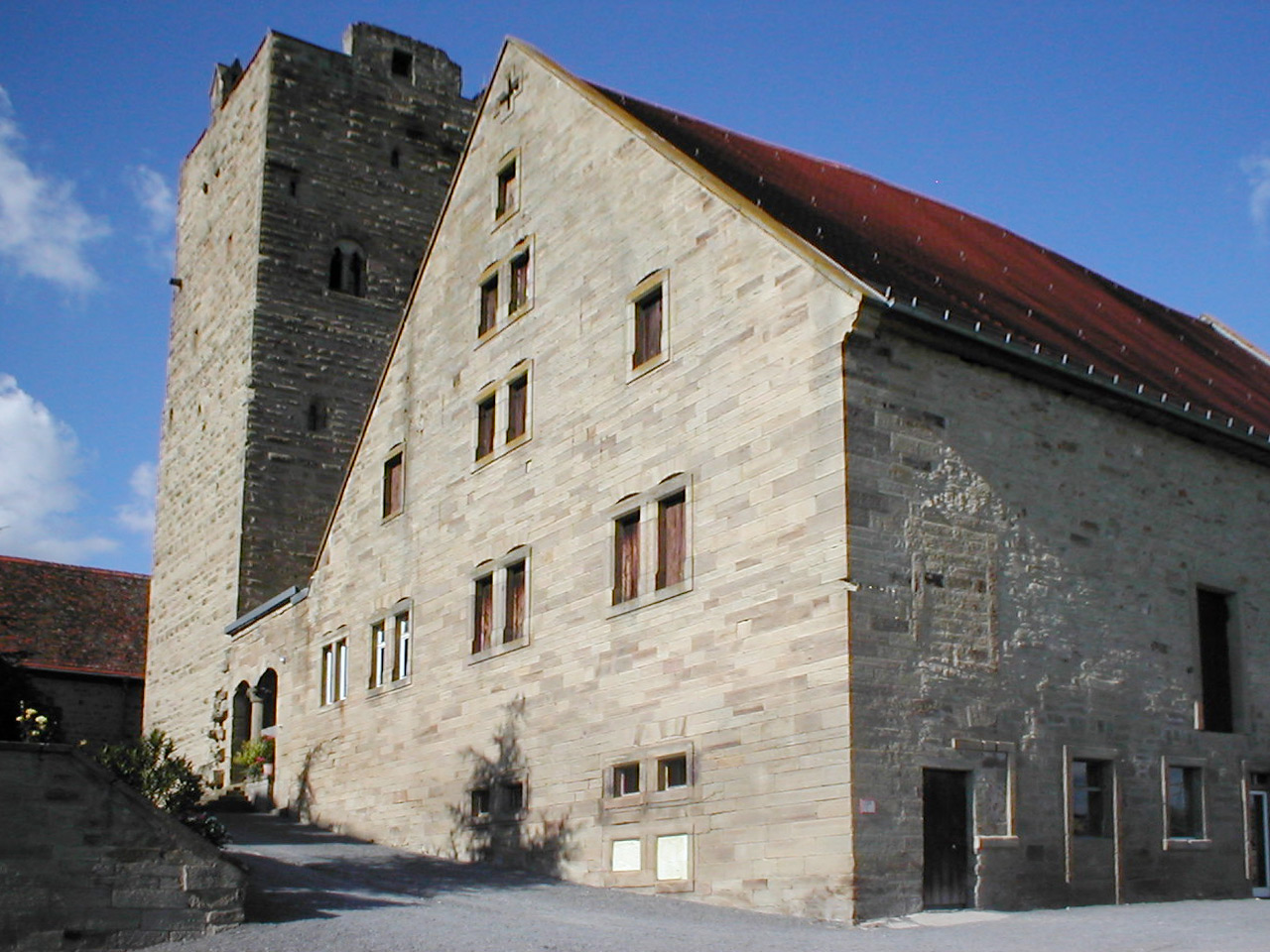
Palas und Bergfried der Oberen Burg Neipperg

Im Ort Neipperg steht auf dem Heidelberg, einem südlichen Ausläufer des Heuchelbergs, die Burg Neipperg, die zunächst als wehrhafte, später als repräsentative Anlage ausgestaltet war und als namensgebender Stammsitz der Neipperg gilt. Ab dem 13. Jahrhundert entwickelte sich das Dorf Neipperg als umliegender Burgweiler. Die Neipperg besaßen die Burg vermutlich bereits im 13. Jahrhundert, die ältesten urkundlich belegten Lehensinhaber sind die Brüder Wilhelm und Konrad von Neipperg, die 1304/06 vom Bistum Würzburg mit der Burg und umliegenden Gütern belehnt wurden. Neben den von Neipperg hatten noch andere Herrengeschlechter Besitz und Rechte auf der Burg Neipperg. 1321 veräußerte ein Engelhard von Weinsberg seinen Anteil an die Grafen von Wirtemberg, die um 1400 die Herren von Gemmingen mit ihrem Teil belehnten. Auch Namensträger Meiser war im 14. Jahrhundert zeitweilig Besitzer eines Burganteils, der 1364 von Reinhard von Neipperg († 1377) zurückerworben wurde, der auch die Vogtei in Schwaigern an sich brachte, die zuvor an die Herren von Hirschhorn verliehen war.

## Ausbau der Herrschaft im 14. und 15. Jahrhundert
Reinhards Sohn Eberhard I. von Neipperg († 1406) konnte seinen Besitzanteil an der Burg Neipperg abermals vergrößern, außerdem zog er mehrere, zuvor an verschiedene Mitglieder der Familie vergebene Lehen in Schwaigern an sich. Während Reinhard als Vertreter im Rat des württembergischen Grafen Eberhard der Greiner noch eng an Württemberg gebunden war, stand Eberhard I. von Neipperg spätestens seit 1383 in Diensten der Kurpfalz und war 1401 Bevollmächtigter von König Ruprecht.

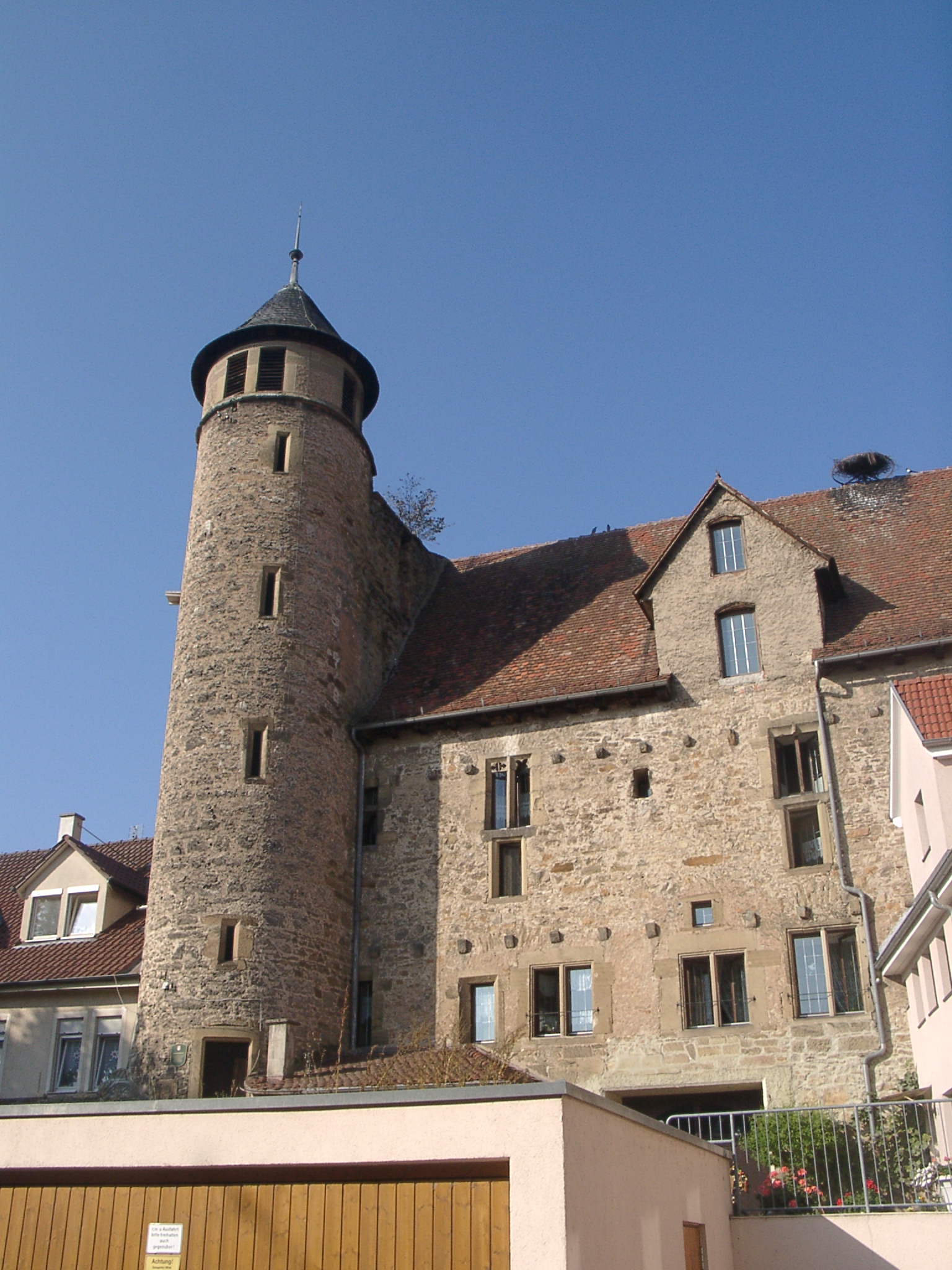
Burg Bönnigheim

Die Söhne und Enkel Eberhards I. von Neipperg erhielten im 14. und 15. Jahrhundert weitere Lehen und Rechte, darunter 1391 die Hälfte der Burg Bönnigheim, 1412 Burg und Dorf Klingenberg, 1419 ein Drittel des Zehnten in Böckingen, 1431 den Blutbann in Schwaigern und 1434 den Ort Adelshofen. Die beachtliche Vergrößerung des Familienbesitzes in jenen Jahren erreichte vor allem Eberhards I. Sohn Eberhard II. Eberhard II. und sein Bruder Reinhard II. konnten außerdem die Rechte und Ansprüche der Familie gegen die aufstrebenden Territorialmächte Baden und Württemberg sowie gegen die erstarkenden Städte wahren. In dieser Zeit wurde Schwaigern zu einem der Hauptsitze der Familie und Familienmitglieder gehörten der Gesellschaft mit dem Esel an.
Eberhards II. Sohn Diether von Neipperg († 1465) kam 1455 gemeinsam mit seinem Onkel Reinhard II. von Neipperg († 1458) mit seinem Besitz in Schatthausen, Baiertal, Dielheim, Adelshofen, Massenbachhausen, Schwaigern, Neipperg und Michelfeld unter den Schutz des Pfalzgrafen Friedrich. Reinhards II. Söhne Wendel und Engelhard bauten die Beziehungen zur Pfalz weiter aus, während ihr Bruder Hans und zwei ihrer Vettern auf württembergischer Seite standen. Wendel († 1480) und Engelhard († 1495) erhielten nach der Schlacht bei Seckenheim 1462, in der sie an der Seite von Pfalzgraf Friedrich gekämpft hatten, den Ritterschlag. Engelhard war 1460 Burgvogt in Heidelberg, 1472 Marschall des Pfalzgrafen Friedrich, 1476 Vicedom zu Neustadt an der Haardt. Er besaß ein Viertel der Stadt Bönnigheim, Anteile an Neipperg und Schwaigern sowie den ganzen Ort Adelshofen und eine Vielzahl weiterer Rechte und Güter. 1478 war er an der Neugründung der Gesellschaft mit dem Esel beteiligt, die unter Friedrich I. von der Pfalz vorübergehend nicht aktiv war.
Weil württembergischen Gebiet unmittelbar benachbart war und weil Familienmitglieder der in jener Zeit größtenteils der Kurpfalz untergebenen Familie von Neipperg auch württembergische Lehen innehatten, war das Verhältnis zum großen Nachbarn beständig gespannt. Der von den Württembergern ab 1473 gebaute Württembergische Landgraben durchschnitt das Neippergsche Gebiet.
Nachdem Engelhard von Neipperg kinderlos geblieben war, kam sein Besitz an zwei Söhne seines Vetters Diether: Eberhard IV. und Wilhelm, die damit den gesamten Familienbesitz auf sich vereinten, 1497 das Erbe teilten und die Linien Adelshofen und Schwaigern begründeten.

## Linie Adelshofen

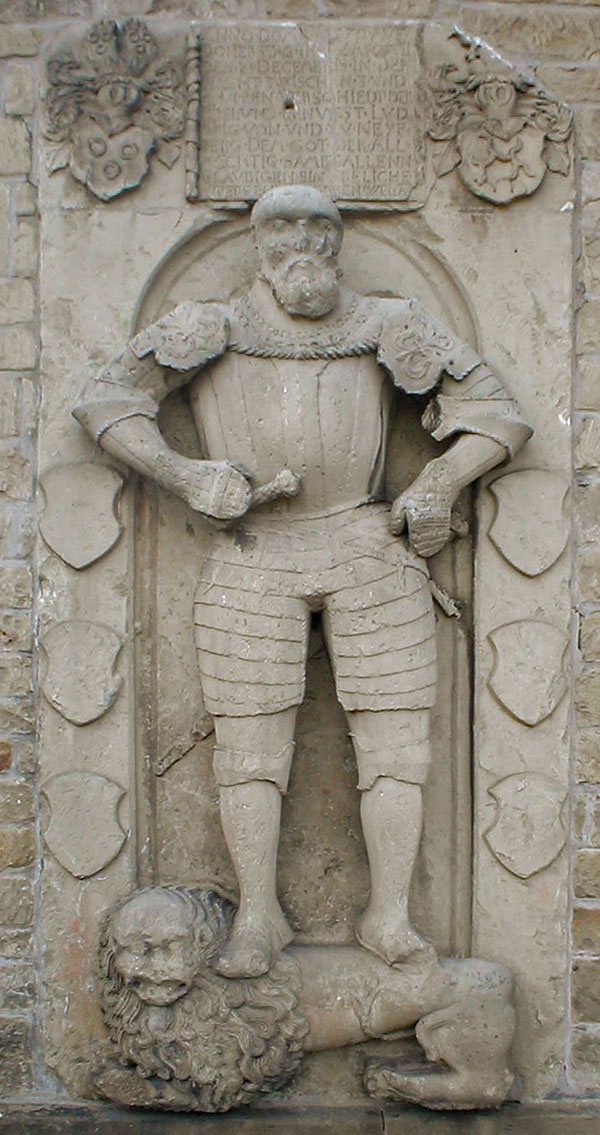
Epitaph des Ludwig von Neipperg († 1570) in Adelshofen

Eberhard IV. von Neipperg († 1506) war Württemberg zugeneigt. Seine Söhne Eberhard V. († 1534) und Diether († 1541) erreichten nach seinem Tod eine erneute Erbteilung mit ihrem Vetter Georg Wilhelm († 1520), so dass die Adelshofener Linie den namengebenden Ort Adelshofen ganz und Schwaigern zur Hälfte besaß. Eberhard V. und Diether hatten zwar neben württembergischen auch badische Lehen, hielten sich jedoch auf Seiten Württembergs. Diethers Nachkommen wirkten überwiegend in Schwaigern. Georg († 1557) war Kirchherr in Schwaigern, später Domherr in Worms. Eberhards V. Sohn Ludwig von Neipperg († 25. Dezember 1570) führte 1531 die Reformation in seinen Gebieten durch. Sein Abbild ist auf einer schmuckvollen Grabplatte in Adelshofen erhalten, ebenso das seiner im Kindesalter verstorbenen Enkeltochter Anna Maria († 5. Dezember 1571). Ludwigs Vettern Hartmann († 1571) und Hans († 1591) führten in Schwaigern gemeinsam mit ihren Vettern aus der Schwaigerner Linie die Familiengeschäfte. Ihr Besitz fiel nach dem Tode der Söhne des Hans 1595/1602 an Ludwigs Söhne in Adelshofen: Reinhard († um 1612) und Georg Wilhelm († um 1606). Die Linie Adelshofen hatte zwar keine bedeutende Außenwirkung und war überwiegend mit der Verwaltung ihres Besitzes beschäftigt, gleichwohl wurde Georg Wilhelms Enkel Philipp Ludwig († 1685) im Jahr 1659 zum Direktor des Ritterkantons Kraichgau gewählt. Er und seine Kinder hatten enge Verbindungen zum württembergischen Hof. Mit dem gewaltsamen Tod seines Sohnes Bernhard von Neipperg erlosch die Linie Adelshofen 1708 im Mannesstamm. Der Herrensitz in Adelshofen war 1690 zerstört worden. Zwar hat 1716 die Schwaigerner Hauptlinie ein neues Wasserschloss Adelshofen errichten lassen, allerdings wurde die Anlage kaum noch genutzt und verfiel rasch, so dass heute nichts mehr davon erhalten ist.

## Linie Schwaigern

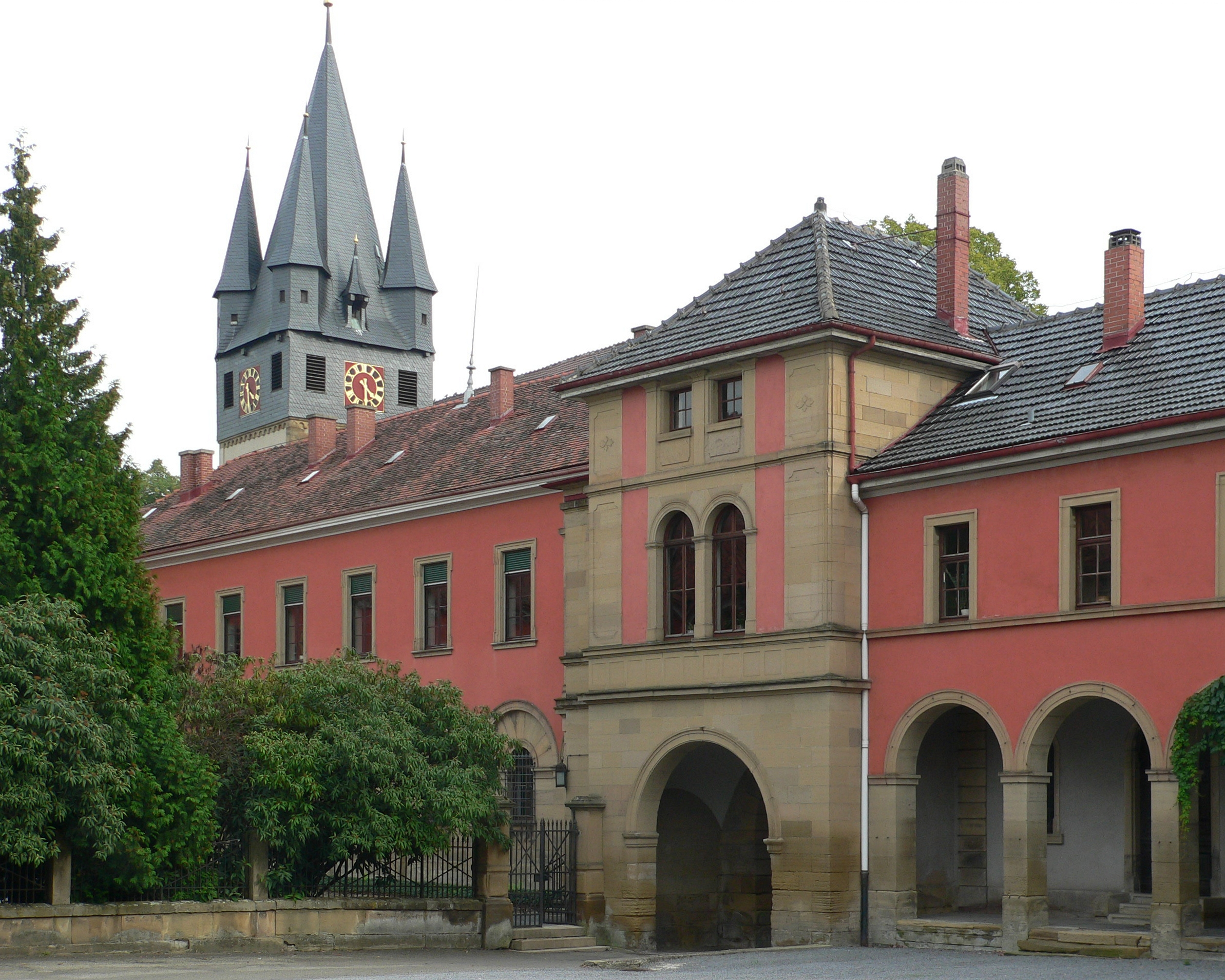
Schloss Schwaigern, Sitz der Neipperger seit 1702

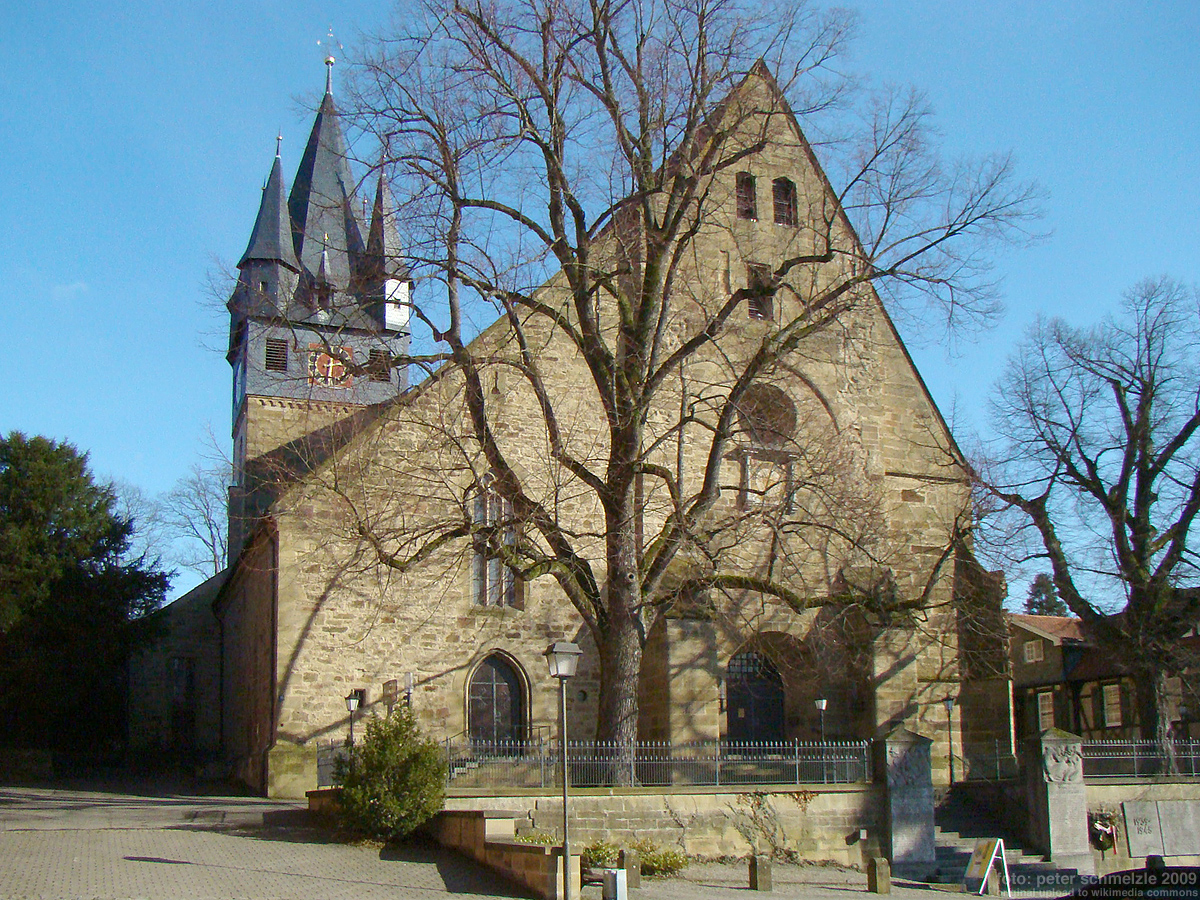
Stadtkirche Schwaigern, Grablege der Neipperger

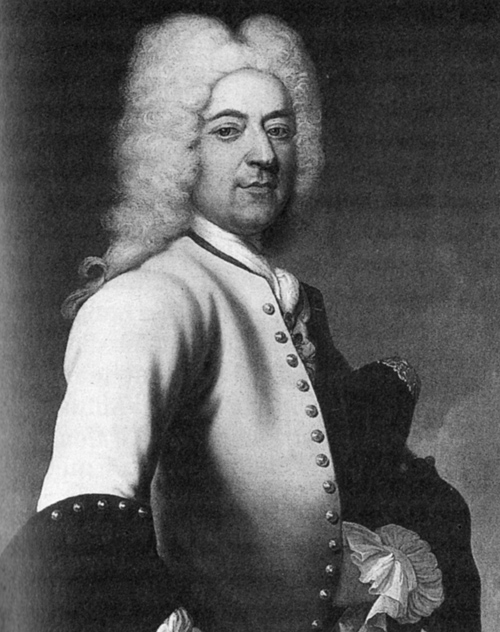
Wilhelm Reinhard von Neipperg (1684–1774) wurde 1726 in den Reichsgrafenstand erhoben

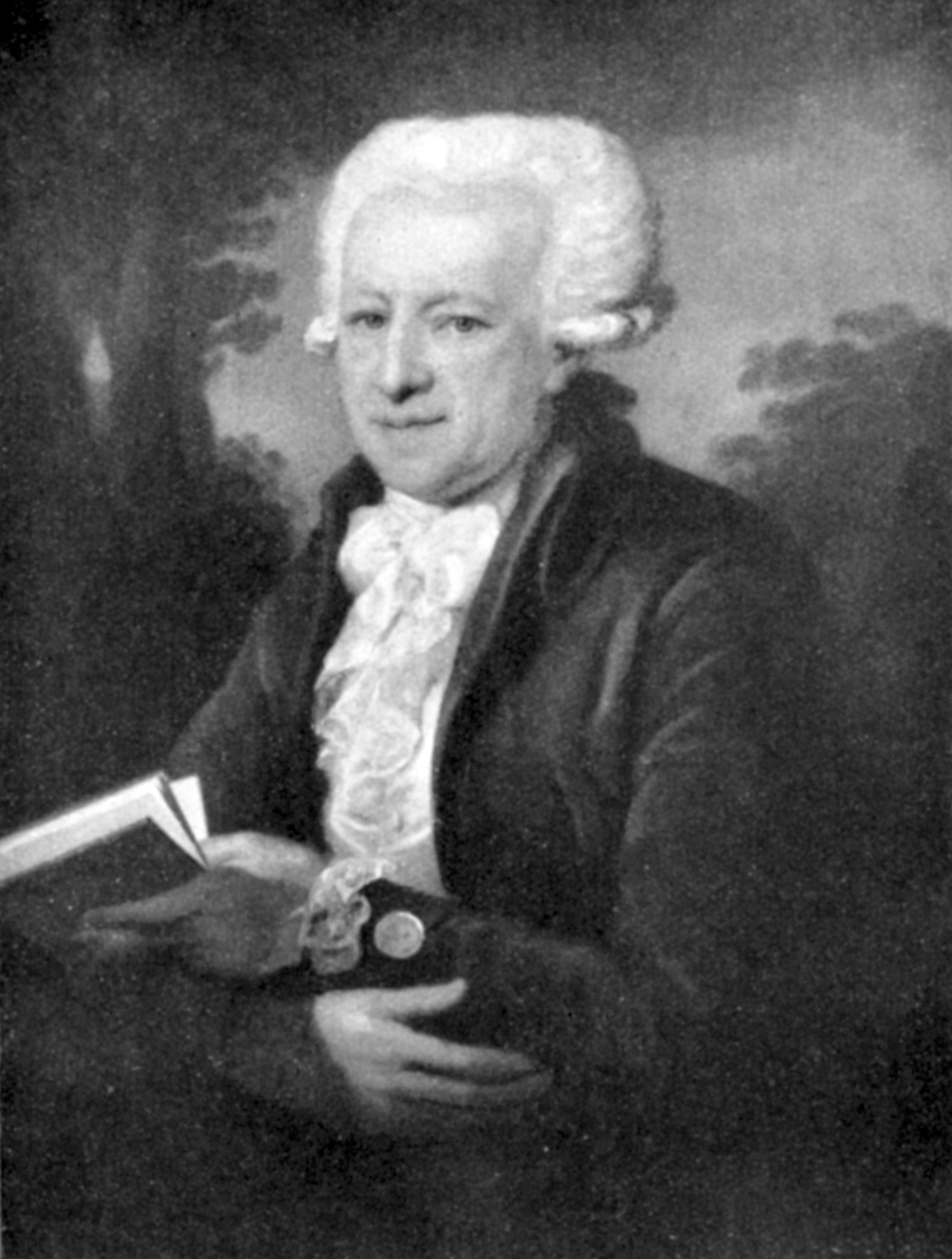
Leopold von Neipperg (1728–1792)

Wilhelm von Neipperg († 1498) war 1452 Hofmeister beim Markgrafen von Baden, nahm 1462 auf württembergisch-badischer Seite an der Schlacht bei Seckenheim teil und war danach wieder Hofmeister am badischen, später auch am württembergischen Hof. Sein Sohn Georg Wilhelm († 1520) war 1503 als Burggraf zu Starkenburg zunächst in Diensten des Pfalzgrafen Philipp, wandte sich nach dessen Niederlage im bayerisch-pfälzischen Erbfolgekrieg 1504 jedoch wieder Württemberg zu, war württembergischer Obervogt im Zabergäu und Vertrauter Herzog Ulrichs. Georg Wilhelm ließ ab 1514 die Stadtkirche Schwaigern bedeutend erweitern. In der Kirche bei der Burg in Schwaigern war die traditionelle Grablege der Neipperger, dort haben sich bis heute rund 30 historische Grabmale der Familie erhalten. Auf Georg Wilhelms Sohn Wolf († 1533) gehen vermutlich die ersten Impulse zur Reformation in Schwaigern zurück. Wolfs Bruder Ludwig († 1536) war 1532 Burggraf in Alzey, erhielt 1533 das Burglehen in Oppenheim und wurde danach Hofmarschall der Kurpfalz.
Ludwigs Sohn Philipp I. († 1581) sicherte 1550 durch einen Vergleich mit dem Wormser Domherrn Georg († 1557) aus der Adelshofener Linie den Fortbestand der Reformation in Schwaigern. Wie es schon Generationen von Ahnen vor ihm waren, stand auch Philipp I. durch württembergische, badische und pfälzische Lehen in Abhängigkeit mehrerer Herren, gegen die er sich in verschiedenen Streitigkeiten erfolgreich zur Wehr setzen konnte. Er hatte 1554 seinen Sitz in Klingenberg, wo er 1577 die zerstörte Burg Klingenberg erneuern ließ. Er war wie sein Vater pfälzischer Burggraf in Alzey, später auch Hofmeister des Bischofs von Speyer.
Unter Philipps I. Söhnen Engelhard und Philipp II. verzweigte sich die Linie Schwaigern kurzzeitig. Engelhard († 1600) erhielt Burg Streichenberg, Anteile an Neipperg mit Stebbach und Massenbachhausen. Engelhard nahm seinen Sitz auf Streichenberg, doch trat man die Burg noch vor 1600 an die Kurpfalz ab. Seine bei seinem Tod noch minderjährigen Söhne führten zunächst die Nebenlinie fort, verstarben jedoch vor 1649 kinderlos.
Philipp II. († 1595) stand in der Schwaigerner Hauptlinie. Er trat in keine landesherrlichen Dienste mehr, sondern verwaltete ausschließlich seine eigene Herrschaft, wodurch sich die Auseinandersetzungen mit Württemberg intensivierten. Seine Söhne Ludwig Christoph († 1635) und Bernhard († 1622) waren bei seinem Tod noch jung und standen bis 1615 unter Vormundschaft. Die Vormünder konnten von anderen Familienlinien und -zweigen Güter zur Versorgung der Geschwister erwerben, da der Güterbesitz der Hauptlinie durch Erbteilung bereits sehr geschwunden war. Der Erwerb von Gütern geschah aus dem Bestand der Familie, um deren Gesamtbesitz zu erhalten und sollte der starken Zersplitterung in Teilbesitztümer entgegenwirken. Ludwig Christoph führte die Familienlinie fort, auch er enthielt sich vermutlich Diensten für fremde Landesherren.
Ludwig Christophs Söhne Bernhard Ludwig (1619–1672), Eberhard Wilhelm (1624–1672) und Friedrich Dietrich (1626–1680) waren beim Tode des Vaters während des Dreißigjährigen Krieges noch minderjährig. Während des Krieges waren außerdem Lehen eingezogen worden und Güter anderweitig verlustig gegangen. Erst nach dem Westfälischen Frieden von 1648, der die Besitzverhältnisse von vor dem Krieg wiederherstellte, war das wirtschaftliche Fundament der Familie wieder gesichert. 1652 teilten die drei Brüder das väterliche Erbe. Jeder der Brüder begründete jeweils eine eigene Familienlinie. Bernhard Ludwig empfing die Klingenberger Güter, er hatte jedoch bei seinem Tod 1672 nur zwei weibliche Nachkommen. Eberhard Wilhelm führte die Linie fort und ist damit der Stammvater der heutigen Linie, starb jedoch ebenfalls schon 1672, so dass zunächst der dritte Bruder, Friedrich Dietrich, bis zu seinem eigenen Tode 1680 Oberhaupt der Familie war. Er erwarb durch seine Nähe zum württembergischen Hof neue Lehen und Rechte, doch erlosch seine eigene Familienlinie bereits 1690 mit seinem Sohn Johann Philipp Adam.
Eberhard Ludwigs Sohn Eberhard Friedrich von Neipperg (1655–1725) wurde 1672 in den Reichsfreiherrenstand erhoben, war ab 1689 Obervogt von Blaubeuren, war kaiserlicher Heerführer gegen die 1693 von Heidelberg auf Heilbronn vorrückenden Franzosen, kämpfte später gegen die aufständischen Ungarn und wurde 1710 Festungskommandant von Philippsburg. Er stand zudem in habsburgischen Diensten und wurde 1717 habsburgischer Generalfeldmarschall. Seit 1707 war er Direktor des Ritterkantons Kraichgau. Unter seiner Herrschaft wurde der Stammsitz der Familie von Neipperg ab 1702 in das von ihm erbaute Schloss Schwaigern verlegt, wo er außerdem von 1699 bis 1719 umfangreichen Grundbesitz erwarb.
Eberhard Friedrichs Sohn Wilhelm Reinhard von Neipperg (1684–1774) war Erzieher und Vertrauter des späteren Kaisers Franz I. und wurde am 5. Februar 1726 von Kaiser Karl VI. in den Reichsgrafenstand erhoben. Mit Wilhelm Reinhard und aufgrund dessen österreichischen Dienstes wurde die Familie vermutlich 1717 wieder katholisch. Er wurde 1730 Gouverneur von Luxemburg und der Grafschaft Chiny und errang hohe militärische Auszeichnungen. Als kaiserlicher Beauftragter schloss er 1739 den Frieden von Belgrad, für dessen für Österreich nachteilige Bedingungen er kurzzeitig zu Festungshaft verurteilt wurde. Nach seiner Rehabilitierung setzte er seine militärische Laufbahn fort und wurde 1741 Feldmarschall, 1753 Ritter vom Orden vom Goldenen Vlies, 1755 Vizepräsident des Hofgerichts, 1762 Kommandant von Wien. Er und seine Nachkommen erhielten 1766 Sitz und Stimme im schwäbischen Grafenkollegium. Da das Zentrum seines Wirkens in Wien lag, erwarb er dort in der Nähe der Schottenkirche einen repräsentativen Palast. Seine Tochter Maria Wilhelmina wurde Mätresse von Kaiser Franz I.
Wilhelm Reinhards Sohn Leopold (1728–1792) war Kämmerer und Reichshofrat in Wien, er war auf diplomatischen Missionen an verschiedensten europäischen Höfen und führte durch diese kostspielige Tätigkeit ab den 1760er Jahren eine länger andauernde Finanzmisere des Hauses Neipperg herbei, die 1782 nahezu in die Zwangsverwaltung mündete. Leopolds drei Söhne Joseph, Carl Vinzenz Hieronymus Graf von Neipperg (* 30. November 1757), k.k. Kämmerer, Großprior des souv. Malteser-Ritterorden, Landesprälat in Böhmen und Herr der Großprioratsherrschaften Strakonice, Warwaschau und Oberliebich sowie Adam Albert schlossen 1798 einen Familienvertrag, mit dem die Tilgung der Schulden im Laufe des 19. Jahrhunderts geregelt wurde.

## Nach dem Ende der Reichsritterschaft

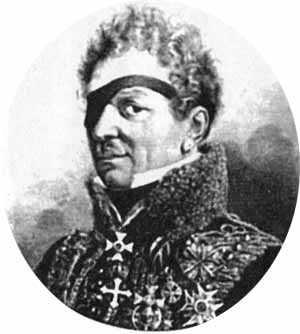
Adam Albert von Neipperg (1775–1829)

1806 wurde die Grafschaft Schwaigern aufgehoben und große Teile von ihr gelangten infolge der Mediatisierung zu Württemberg. 1815 wurde die Familie von Neipperg unter die Hoheit des württembergischen Königreichs gestellt. In einer Deklaration von 1819 heißt es: „Das gräflich neippergsche Haus behält die Ebenbürtigkeit, wie es solche bisher hergebracht hat, und wird dem hohen Adel beigezählt.“ In einer Verordnung von 1829 wird verkündet, dass dem Familienhaupt das Prädikat Erlaucht zukomme. Die Neipperger Grafen blieben auch weiterhin Patronatsherren der katholischen Kirche, z. B. in Massenbachhausen, wo sich auch eine Familiengruft befindet.
Durch die militärischen und nachfolgenden politischen Veränderungen des frühen 19. Jahrhunderts verringerte sich die Bedeutung der Neipperg in den angestammten Gebieten in Südwestdeutschland. Im Dienst der Monarchie Österreich-Ungarn bauten sie ihre soziale Stellung jedoch aus, durch Erwin von Neipperg (1813–1897), einen österreichischen General der Infanterie, und durch Adam Albert von Neipperg (1775–1829). Adam Albert vertrat 1815 auf dem Wiener Kongress 1815 die Interessen von Marie-Louise von Österreich, der Ehefrau des Kaisers der Franzosen Napoleon I. Bonaparte, die das Großherzogtums Parma besaß, und sich im Jahre 1821 nach dem Tode von Adam Alberts erster Frau Theresia Gräfin Pola de Treviso und dem Sturz Napoleons mit ihm in morganatischer Ehe verband. Adam Albert von Neipperg bürgerte sich 1822 auch in der Stadt Sargans in der Schweiz ein; seine Nachkommen besitzen bis heute dieses Bürgerrecht. Alfred von Neipperg, der älteste Sohn aus erster Ehe des Adam Albert von Neipperg, verehelicht in erster Ehe mit Gräfin Josefina Grisoni und in zweiter mit Prinzessin Maria von Württemberg, setzte die Stammlinie der Neipperg fort. Seines Vaters Nachkommen aus der Verbindung mit Marie-Louise von Österreich, zwei Töchter und der Sohn Wilhelm Albrecht von Montenuovo (1819 oder 1821 bis 1895) wurden von ihrem Großvater Kaiser Franz Joseph 1864 als Fürsten Montenuovo in den österreichischen Fürstenstand erhoben; der Name ist eine Übersetzung von Neuberg ins Italienische. Wilhelm Albrecht von Montenuovo und dessen Sohn Alfred von Montenuovo (1854–1927) verblieben bis zu deren Ende im Jahre 1918 am Ende des Ersten Weltkriegs im Dienst der Monarchie Österreich-Ungarn. Sie waren Offiziere der Armee und standen im kaiserlichen Hofdienst. Ihr Zweig erlosch 1951 im Mannesstamm.

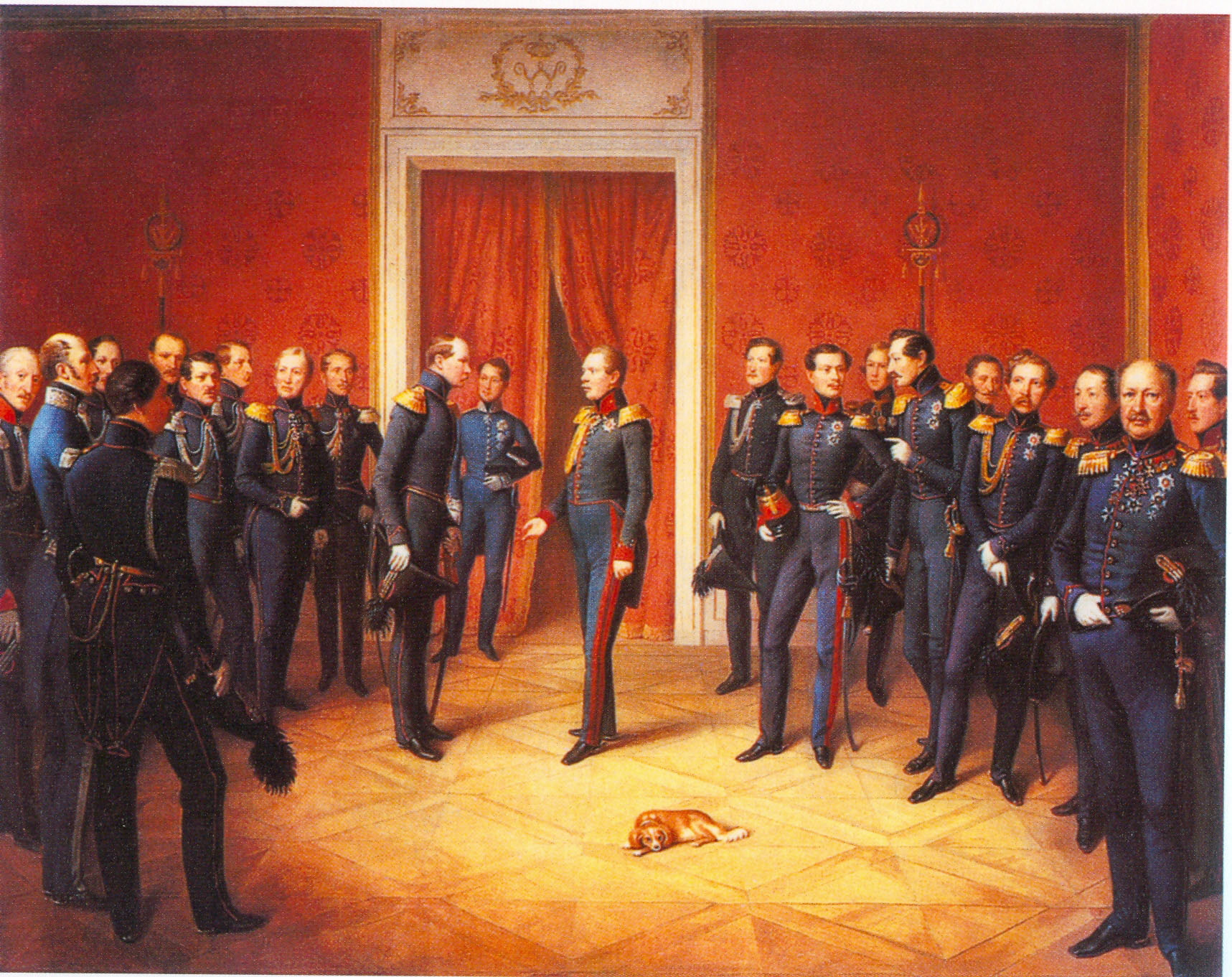
Alfred von Neipperg (4. von rechts) beim Rapport bei König Wilhelm I. von Württemberg, Gemälde von 1847

Dem Stammfolger der Hauptlinie, Adam Alberts ältestem Sohn Alfred von Neipperg (1807–1865), verlieh 1831 der württembergische König Wilhelm I. noch im Stile des alten Lehnswesens zusammen mit seinen Brüdern das Dorf Schwaigern mit Zubehör, Burg Neipperg, Jagdgründe in Kleingartach, Bönnigheim und Erligheim sowie Güter in Schwaigern und Wald bei Neipperg. 1833 schlossen er und seine Brüder einen Familienvertrag über die Erbfolge, der den Gesamtbesitz jeweils dem erstgeborenen Sohn zuspricht. Sowohl Alfred als auch seine drei jüngeren Brüder Ferdinand (1809–1843), Gustav (1811–1850) und Erwin von Neipperg (1813–1897) standen in österreichischen Diensten. Besonders Erwin erwarb hohe militärische Auszeichnungen und führte nach 1850 für seinen erkrankten und seit 1840 mit Prinzessin Marie von Württemberg verheirateten Bruder Alfred die Familiengeschäfte. Da Alfred kinderlos blieb, setzten Erwin und dessen Sohn Reinhard (1856–1919) die Familienlinie fort. Reinhard hatte nur eine vergleichsweise kurze militärische Laufbahn, er war von 1881 bis 1890 Reichstagsabgeordneter und auf ihn gehen bedeutende Umbauten an Schloss und Rentamt in Schwaigern um 1900 zurück.

## Die Grafen Neipperg im 20. und 21. Jahrhundert
Reinhards ältester Sohn Eberhard (1882–1956) verzichtete aus gesundheitlichen Gründen auf die Stammfolge und widmete sich Kulturellem. In die Stammfolge trat daher sein jüngerer Bruder Anton Ernst (1883–1947) ein. Ein weiterer Bruder Karl (1890–1948) schlug als Adalbert von Neipperg eine geistliche Laufbahn ein und wurde erster Abt des Klosters Neuburg bei Heidelberg nach dessen Neugründung.
Anton Ernst von Neipperg stand zunächst in preußischen Diensten und erreichte im Ersten Weltkrieg den Rang eines Rittmeisters, bevor er aus dem Militärdienst ausschied, um sich der Verwaltung der Familiengüter zu widmen, die in den wirtschaftlichen Notzeiten der 1920er und 1930er Jahre einige Schwierigkeiten bereitete. Er war Präsident eines Deutschen Katholikentags der frühen 1930er Jahre und bis zur Auflösung des württembergischen Landtags Abgeordneter der Zentrumspartei. Sein ältester Sohn Karl Reinhard fiel 1941 in Russland, so dass der zweite Sohn Joseph Hubert den Familienbesitz erbte.
Joseph Hubert von Neipperg (* 22. Juli 1918; † 12. September 2020) war im Zweiten Weltkrieg Offizier des Afrikakorps. Durch die Bodenreform verlor er kurz nach Antritt seines Erbes im Jahre 1947 173 Hektar Ackerflächen und damit rund die Hälfte seines Besitzes. Er nahm zahlreiche Funktionen in Wirtschaft und Gesellschaft wahr, so war er lange Jahre Aufsichtsratssitz der Südwestbank und hatte den Vorsitz der Arbeitsgemeinschaft Deutscher Grundbesitzerverbände sowie der Gesellschaft für Agrargeschichte inne. Außerdem widmete er sich intensiv der Bewirtschaftung seiner Güter, insbesondere dem Weinbau.
Der Familie, die bereits im 18. Jahrhundert Weine nach Wien exportierte, wird nachgesagt, den Lemberger aus Österreich eingeführt zu haben. Mehrere historische Weinlagen wurden von den Neippergern erschlossen, beispielsweise der Schwaigerner Grafenberg am Heuchelberg oder die 1575 von Philip von Neipperg bepflanzte Lage Am Hasenbusch. Heute besitzen die Grafen von Neipperg Weinbaulagen in Schwaigern, Klingenberg und Neipperg im Weinbaugebiet Württemberg. Auf den knapp 30 Hektar an Weinbaufläche des Hauses steht mit 26 Prozent Flächenanteil am häufigsten die Lemberger Rebsorte, gefolgt vom Riesling mit 20 Prozent. Joseph Hubert von Neipperg erwarb 1971 außerdem die französischen Weinbaulagen Château Canon-La Gaffelière (20 Hektar), Clos de l’Oratoire (10,5 Hektar), Château Peyraud (14,5 Hektar) und Château La Mondotte (4,5 Hektar) in Saint-Émilion, die seit 1984 von seinem Sohn Stephan-Christoph von Neipperg (* 1957) bewirtschaftet werden. Gemeinsam mit weiteren Winzern übernahm Stephan-Christoph 2006 auch das Weingut Château Guiraud.
Joseph Huberts ältester Sohn Karl-Eugen Erbgraf von Neipperg (* 20. Oktober 1951 in Schwaigern) hat die Verwaltung des Besitzes in und um Schwaigern übernommen, ist Kreisratsmitglied des Landkreises Heilbronn und Ehemann von Andrea Habsburg-Lothringen (* 30. Mai 1953 in Würzburg), der ältesten Tochter von Otto von Habsburg.

## Besitztümer
Schwaigern und Lebenhausen, Stocksberg, Neipperg, Klingenberg und Massenhausen und ein Hofgut in Bönnigheim. Bei Bordeaux die Weingüter Château Canon-La Gaffelière, La Mondotte, Clos de l’Oratoire, Château Peyreau, Château d’Aiguilhe, Clos Marsalette und ein Anteil an Château Guiraud.

## Persönlichkeiten
- Margaretha von Neipperg († nach 1589), Benediktinerin, letzte Äbtissin des Klosters Seebach bei Bad Dürkheim.
- Wilhelm Reinhard von Neipperg (1684–1774), k. k. Feldmarschall
- Leopold Johann Nepomuk von Neipperg (1728–1792), k. k. Diplomat
- Maria Wilhelmina von Neipperg (1738–1775), Mätresse des Kaisers Franz I. Stephan.
- Adam Albert von Neipperg (1775–1829), österreichischer General und Staatsmann
- Erwin von Neipperg (1813–1897), österreichischer General der Kavallerie
- Reinhard von Neipperg (1856–1919), Mitglied des Deutschen Reichstags
- Anton Ernst von Neipperg (1883–1947), Politiker
- Michaela von Neipperg (1885–1957), Benediktinerin
- Adalbert von Neipperg (1890–1948), Benediktiner, Erster Abt des Klosters Neuburg.

## Wappen
Das Stammwappen zeigt in Rot drei silberne Ringe. Auf dem Helm mit rot-silbernen Decken ein wie der Schild bezeichneter geschlossener Adlerflug.
1726: In Rot drei silberne Ringe, zwei, eins, gestellt, die sich über dem gekrönten Helme, welcher über einer Grafenkrone ruht, auf einem roten geschlossenen rechts gekehrten Doppelfluge wiederholen. Helmdecken rot und silbern.

### Historische Wappenbilder

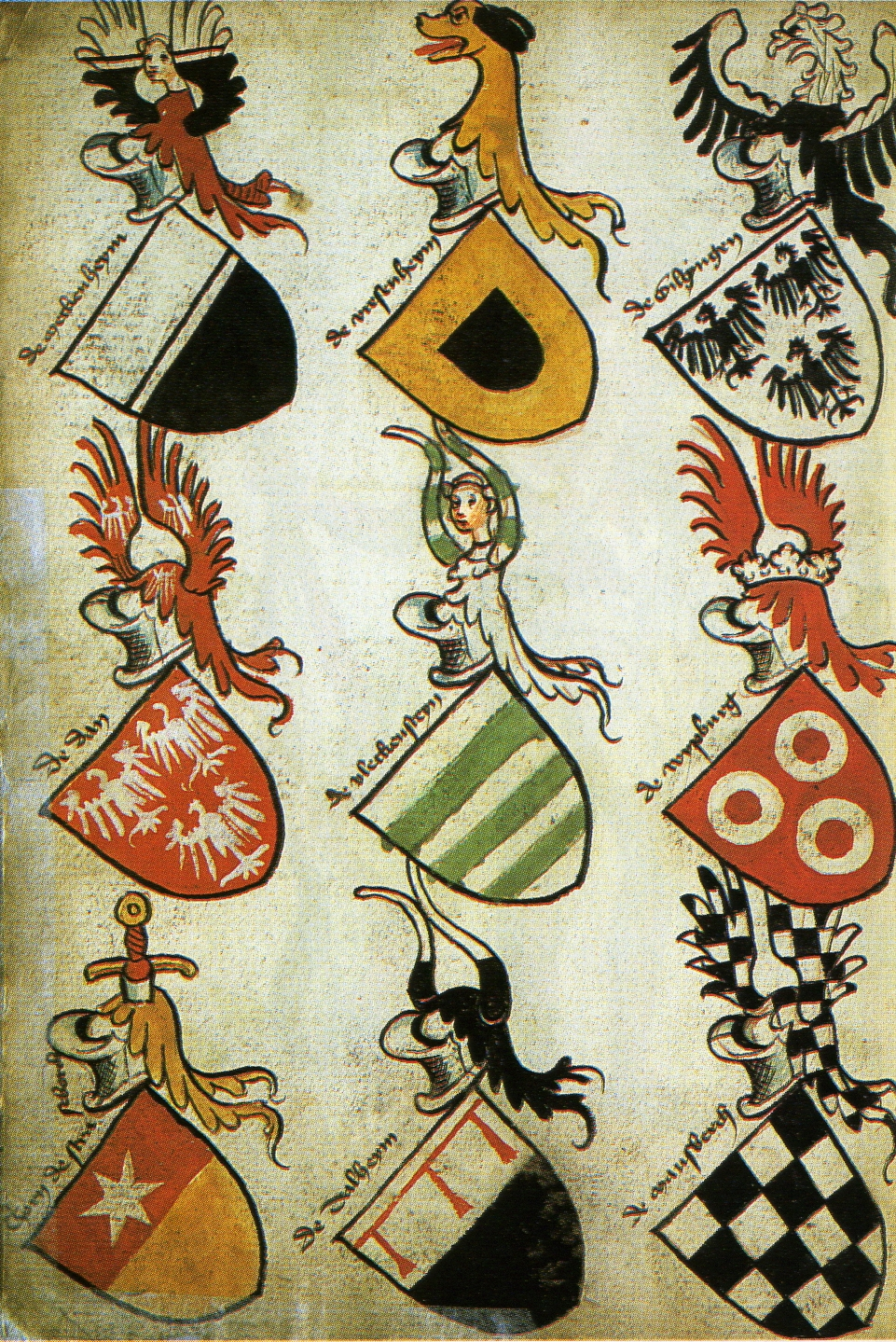
Neipperg-Wappen auf der Hyghalmen-Rolle aus dem 15. Jahrhundert
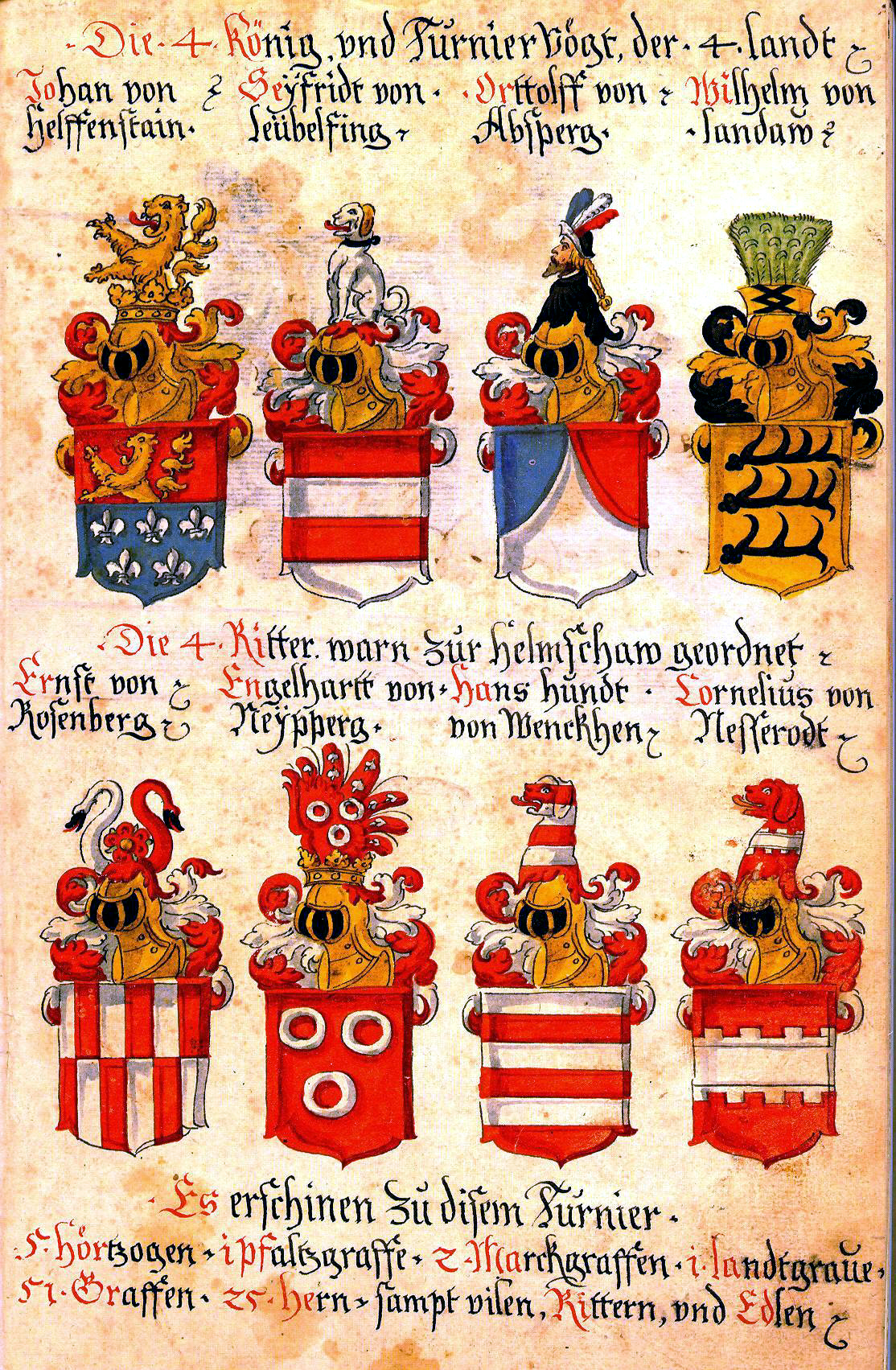
Seite aus dem Codex Rossianus 711 von 1610
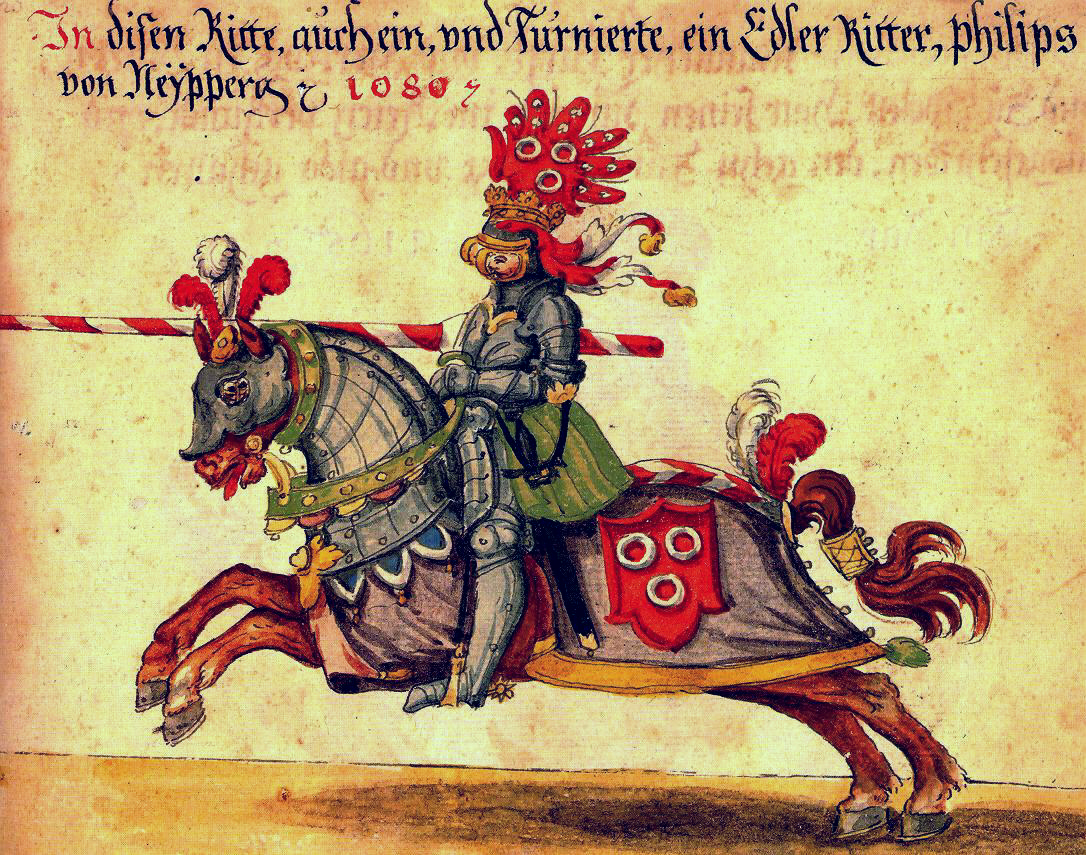
Seite aus dem Codex Rossianus 711
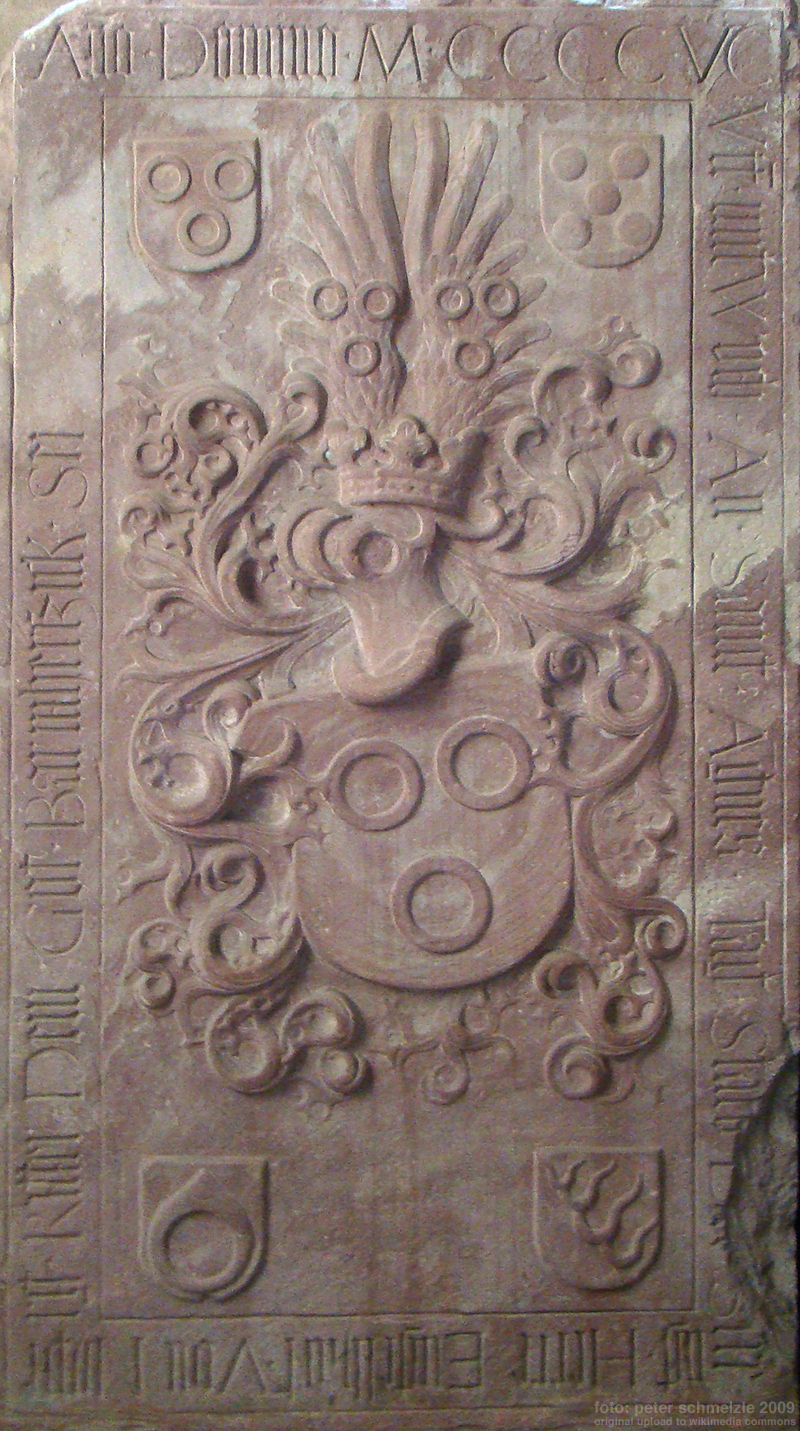
Grabplatte des Engelhard von Neipperg († 1495) in der Stadtkirche Schwaigern
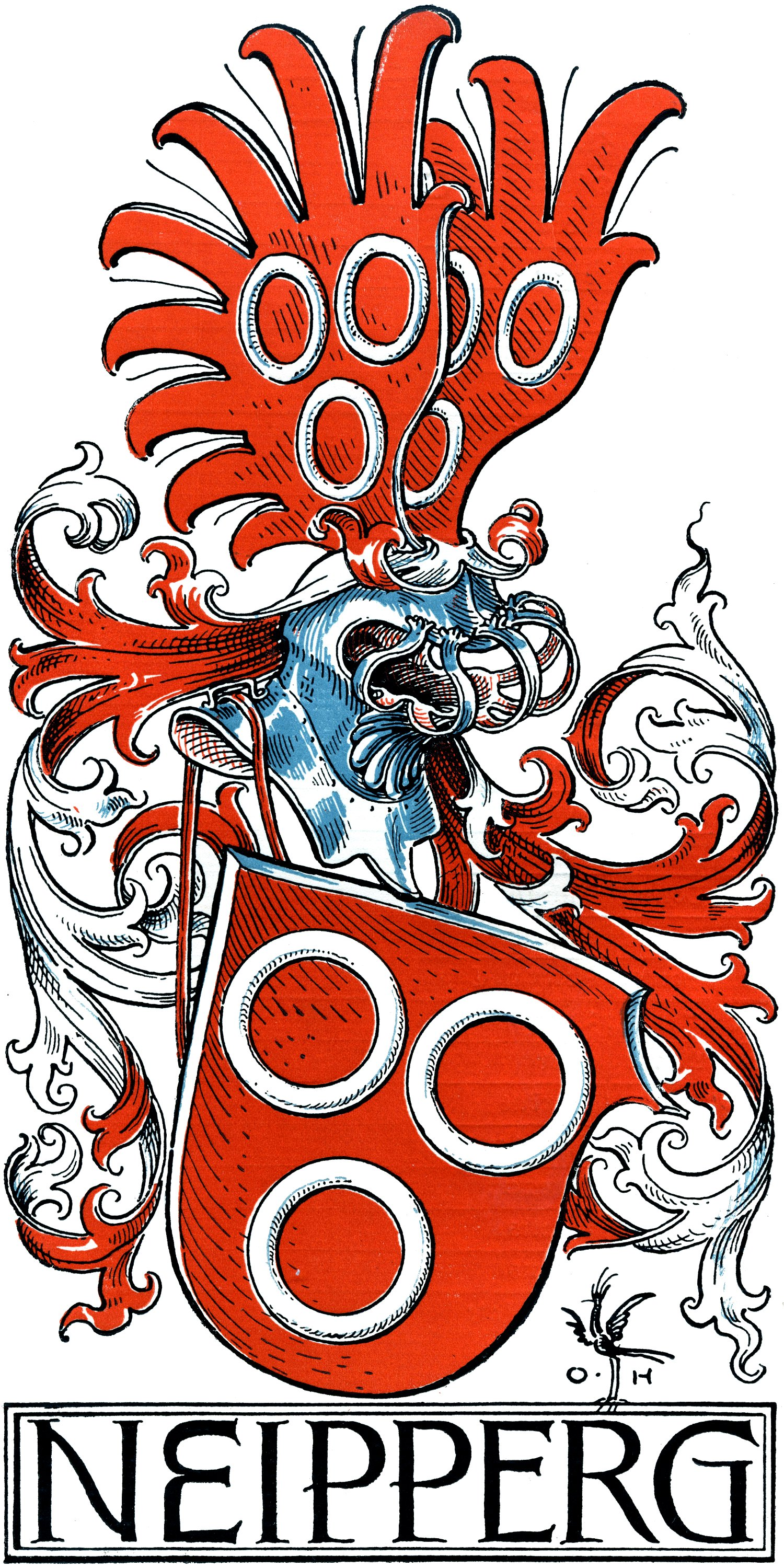
Wappengrafik von Otto Hupp im Münchener Kalender von 1899
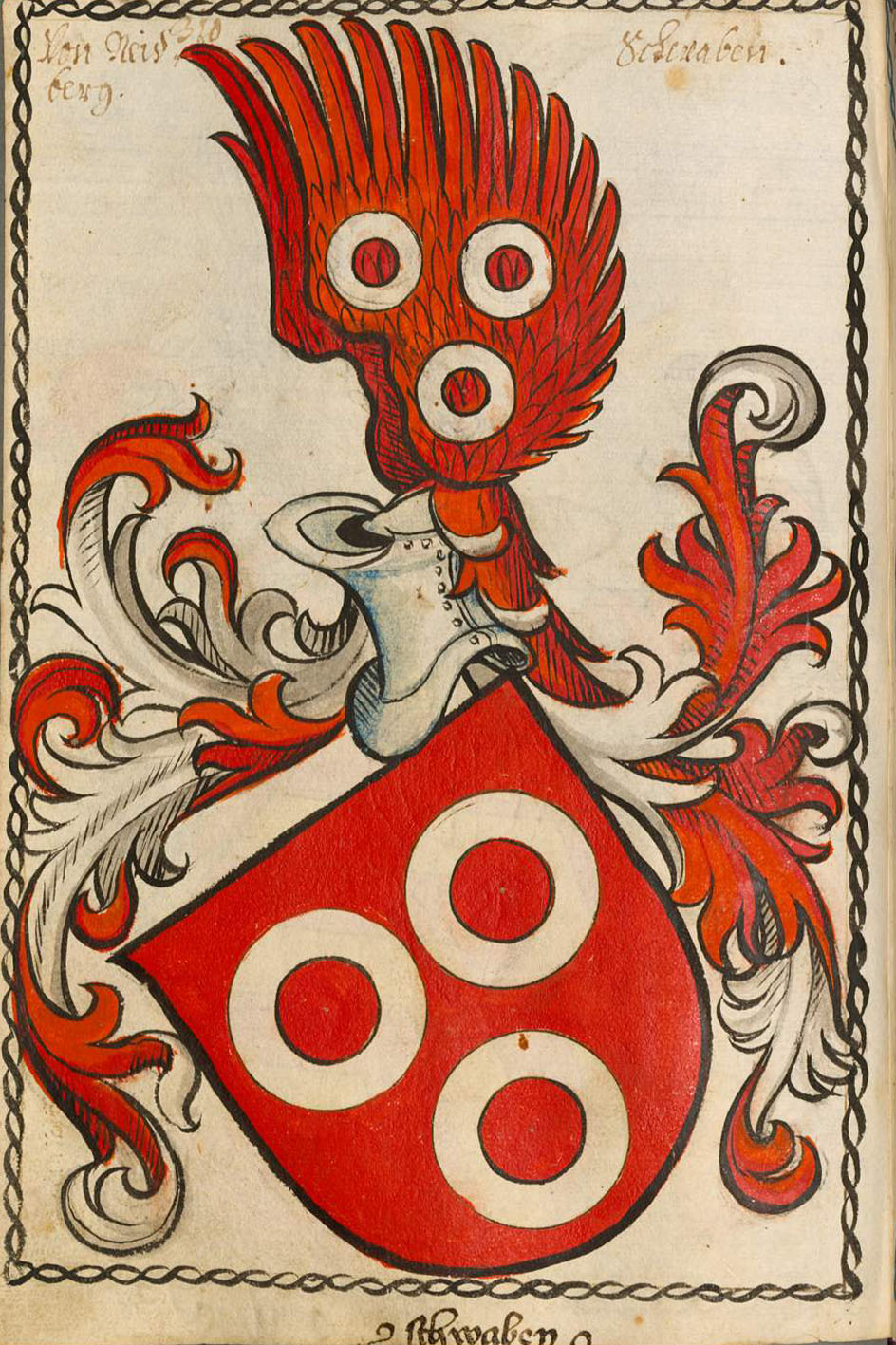
Wappen von Neipperg aus dem Scheiblerschen Wappenbuch
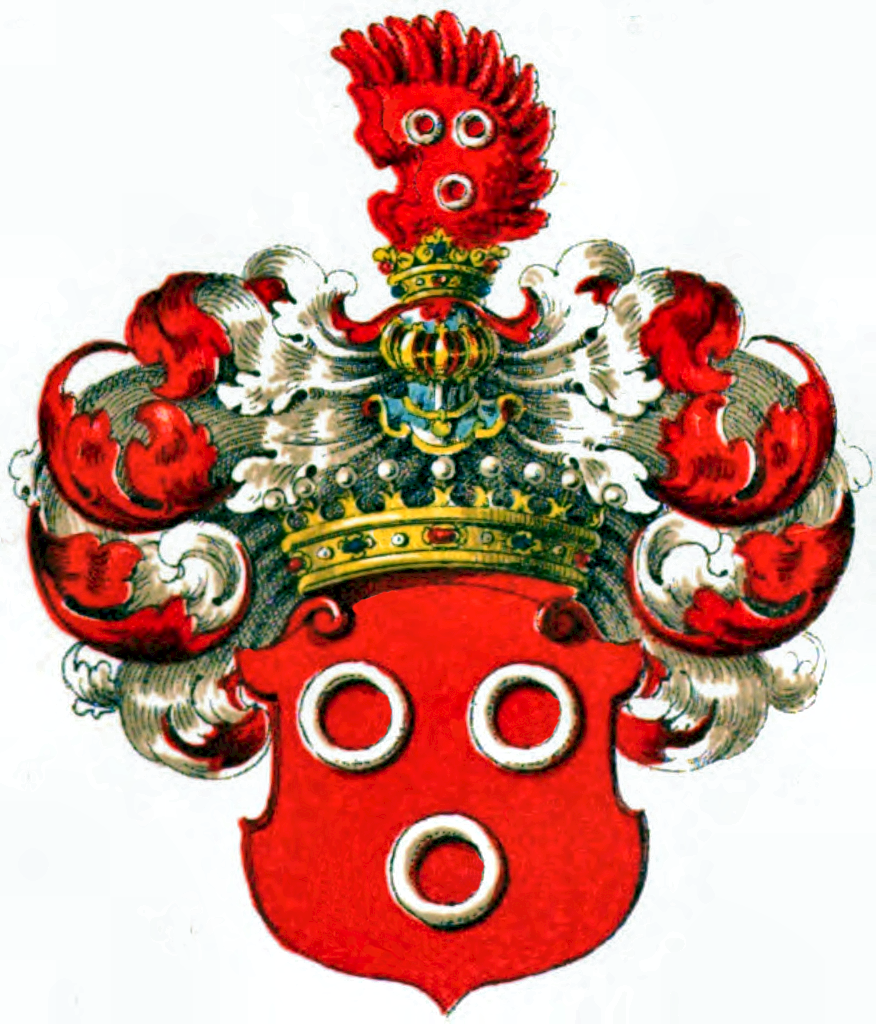
Wappen der Grafen von Neipperg 1726

### Ortswappen
Der Schild ist auch das Wappen des Ortes Neipperg. Einige Orte im einstigen Machtbereich der Neipperg tragen im Wappen bis heute drei Ringe auf rotem Grund und weisen damit auf die ehemalige Landesherrschaft hin.

Ortswappen Neipperg
Ortswappen Schwaigern
Ortswappen Massenbachhausen